# The KING
The KING es uno de los pintorescos personajes que aparecen en la extensa saga de videojuegos de ritmo, Pop'n Music, de Konami. Tiene una apariencia similar al cantante Elvis Presley muy marcada y se especializa en los temas de rock americanos. The KING también ha aparecido como un personaje seleccionable oculto en el juego de carreras Konami Krazy Racers. 

## Información general
The KING es un famoso cantante y bailarín de rock norteamericano. Es un hombre alto de cabello rubio que se viste y se peina con un estilo muy parecido al del legendario cantante Elvis Presley, aunque también tiene movimientos y pantalones muy similares a los del personaje Tony Manero en Fiebre del Sábado por la Noche. Es también un gran amante de los deportes y realiza el diseño de todos sus atuendos. Este artista tiene un gran amor por sus fanáticos, se encontraba retirado del mundo del espectáculo pero una carta de uno de sus antiguos fanes le hizo tomar la decisión de regresar.
The KING nació en los Estados Unidos el 8 de enero, su pasión es el fútbol americano y el diseño de sus vestimentas y escenarios de actuación. Viste siempre trajes de colores llamativos con un clásico estilo americano y brillantes incrustados. Su pose más característica es la de extender el dedo índice y apuntar la mano hacia arriba o hacia el público. Lo que más detesta es el natto, una comida típica del Japón a base de soja. The KING es un apodo que el mismo inventó al autoproclamarse "The King of Music" (el rey de la música en inglés).

## Habilidades
The KING es un excelente cantante y bailarín de rock que compite contra otros personajes en los duelos de baile de Pop'n Music. 

## Apariciones en videojuegos

### Saga Pop'n Music
La saga Pop'n Music es una serie de videojuegos de ritmo en donde The KING aparece casi siempre como personaje seleccionable y también como personaje rival.
- Pop'n Music (1998 - Arcade, PSX, Dreamcast): The KING aparece como personaje seleccionable. Viste un traje blanco con largas mangas con tiras que, según él, están inspiradas en las Cataratas del Niágara.[1]

- Pop'n Music 2 (1999 - Arcade, PSX, Dreamcast): The KING aparece como personaje seleccionable. Viste un traje rojo estilo disco.[2]

- Pop'n Music 3 (1999 - Arcade, PSX, Dreamcast): The KING aparece como personaje seleccionable. Tiene una camisa roja con manga con tiras y un pantalón azul.[3]

- Pop'n Music GB (2000 - GBC): The KING aparece como personaje del tema "Texas no Gunman".[4]

- Pop'n Music 4 (2000 - Arcade, PSX, Dreamcast): The KING aparece como personaje rival en el tema "Koyoi Lover's Day". Viste un atuendo más elegante y romántico, con camisa negra y pantalón violeta.[5]

- Pop'n Music 5 (2000 - Arcade, PSX): The KING aparece como personaje seleccionable. Viste un traje azul estilo Elvis.[6]

- Pop'n Music 6 (2001 - Arcade, PSX): The KING aparece como personaje seleccionable. Viste un traje completamente rojo.[7]

- Pop'n Music 7 (2001 - Arcade, PS2): The KING aparece como personaje seleccionable. Tiene un traje blanco.[8]

- Pop'n Music 8 (2002 - Arcade, PS2):  The KING es uno de los personajes seleccionables, ha perdido su clásica barriga y luce más delgado, lleva el torso desnudo con una capa de rey roja.[9] También aparece como personaje rival en el tema "PASSION LIVE: Koyoi Lover's Day".

- Pop'n Music 10 (2003 - Arcade, PS2): The KING aparece como personaje del tema "Texas no Gunman".[10]

- Pop'n Taisen Puzzle Dama Online  (2004 - PS2): Juego de puzzle de acción que incluye a The KING como personaje seleccionable.

- Pop'n Music 11 (CS) (2005 - PS2): The KING aparece como personaje del tema "Texas no Gunman". También aparece en el nuevo tema "Blue River", en donde tiene un traje amarillo y cabello anaranjado.[11]

- Pop'n Music 12: Iroha (CS) (2006 - PS2): The KING aparece como personaje del tema "Blue River".

- Pop'n Music 14: FEVER! (2006 - Arcade, PS2): The KING aparece como personaje del tema "Shake!". Este tema aparece solo usando el servicio ee'MALL.

- Pop'n Music 16: PARTY!  (2008 - Arcade): The KING aparece como personaje del tema "NA NA NA Rock'n'Roll King". Viste una chaqueta blanca con bufanda y un pantalón violeta, su traje ya no luce tan "Elvis".[12]

### En otras series
- Konami Krazy Racers (2001 - GBA): Juego de carreras de karts en donde The KING aparece como un personaje oculto que puede ser desbloqueado como un corredor seleccionable. Su asistente es Dino.